# King Ayisoba
Albert Apoozore, beter bekend als King Ayisoba (1975) is een Ghanese zanger en kologo-speler.  Hij won in 2007 de Ghana Music Award in de categorieën Song of the Year en Traditional Song of the Year.
Apoozore werd geboren in Bongo Soe in het noordoosten van Ghana, maar verhuisde later naar de hoofdstad Accra, waar hij in 2006 zijn eerste hit scoorde het het nummer I Want To See You, My Father. Met deze andere hits werd hij een ster in Ghana.
King Ayisobe speelt de kologo, een tweesnarige luit uit Noord-Ghana. Hij combineert de ritmes en melodieën van de traditionele kologo-stijl met moderne invloeden zoals elektronische beats, hiphop, hiplife, afrobeat en reggae. Hij verwerkt regelmatig traditionele Ghanese verhalen, onderwerpen en gezegden in zijn teksten.
Diverse van zijn albums werden geproduceerd en uitgebracht door Arnold de Boer (ZEA, The Ex). De Boer speelt zelf een nummer mee op Ayisoba's album Wicked Leaders uit 2014. Het album Modern Ghanaians bevatte nummers die eerder al op Ghanese compilatiealbums waren uitgebracht.
Lee ‘Scratch’ Perry en Orlando Julius werkten mee aan het album 1000 Can Die.
King Ayisobe's album Work Hard (2023) bereikte in 2023 de 3e plaats in de World Music Charts Europe en in de Transglobal Music Charts.
King Ayisobe speelde onder meer op het Roskilde Festival, WOMAD, Zwarte Cross, Le Guess Who? en in het Bimhuis.
Trouw noemde de muziek hypnotiserend en schreef dat "zijn rauwe, basale muziek klinkt als deltablues op speed."
De Volkskrant schreef dat King Ayisoba "je in verbijstering achterlaat" en noemde het door Arnold de Boer geproduceerde album 1000 Can Die "een tranceachtige geluidstrip die de muzikale referentiekaders aan stukken slaat".
King Ayisoba speelde mee op het album The Ghana Connections! van het Belgische Brassafrik.

## Discografie
- 2006 Modern Ghanaians (Pidgen music)
- 2008 Africa (Pidgen music)
- 2012 Don't Do The Bad Thing (Pidgen music)
- 2014 Wicked Leaders (Makkum Records/Pidgen music)
- 2017 1000 Can Die (Glitterbeat)
- 2023 Work Hard (Glitterbeat)

- Gemeinsame Normdatei: 1055932488
- International Standard Name Identifier: 0000 0004 6360 8312
- Library of Congress Control Number: n2018026680
- MusicBrainz: f2de09ba-32cc-4df1-ba34-123aa79f41f4
- Système universitaire de documentation: 227209370
- Virtual International Authority File: 1472149489083893810004
- WorldCat: E39PBJppCCQwK6T4yP8PfVKGHC